# PAOK BC
PAOK Saloniki – grecki zawodowy klub koszykarski z siedzibą w Salonikach. Sekcja w klubie PAOK została utworzono w 1928 roku, dwa lata po założeniu całego klubu – 1926.
Koszykarze występują w najwyższej lidze koszykarskiej w Grecji – A1 Ethniki – nieprzerwanie od 1960 roku.
W przeszłości grali tu tacy koszykarze, jak Predrag Stojaković, John Korfas, Kenneth Barlow, Wendell Alexis, Zoran Savić, Scott Skiles. Radoslav Nesterović, Damir Mulaomerović, Walter Berry, İbrahim Kutluay, Vlado Scepanović, Dejan Tomašević, Efthimios Rentzias, Panajotis Liadelis czy Frederic Weis.
Trenerami byli m.in. Dragan Sakota, Branislav Prelević, Scott Skiles, Dušan Ivković i Slobodan Subotić.

## Osiągnięcia

### Rozgrywki krajowe
- Liga grecka

Mistrzostwa (2): 1959, 1992
Wicemistrzostwa (8): 1960, 1988, 1989, 1990, 1991, 1994, 1998, 2000
- Puchar Grecji

Zdobywcy (3): 1984, 1995, 1999
2. miejsce (5): 1982, 1989, 1990, 1991, 2019

### Rozgrywki  Europejskie
- Euroliga

3. miejsce (1): 1993
Final Four (1): 1993
- Puchar Saporty (nieistniejący)

Zdobywcy (1): 1991
2. miejsce (2): 1992, 1996
Połfinały (1): 1990
- Puchar Koracia (nieistniejący)

Zdobywcy (1): 1994

## Wyróżnienia indywidualne
| 50. największych osobistości Euroligi - Dušan Ivković MVP ligi greckiej - Peja Stojaković (1998) Lider strzelców ligi greckiej - Rawle Marshall (2011) Lider w zbiórkach ligi greckiej - Panajotis Fasulas (1987) - Keith Clanton (2017) | Lider w asystach ligi greckiej - John Korfas (1990) - Frankie King (1999) - Damir Mulaomerović (2004, 2005) - D.J. Cooper (2014) Trener roku ligi greckiej - Soulis Markopoulos (2014) MVP Pucharu Grecji - Branislav Prelević (1995) - Walter Berry (1999) |

## Kapitanowie zespołu
Lista zawiera kapitanów zespołu od sezonu 1979/1980.
| Period    | Captain              |
| --------- | -------------------- |
| 1979–1985 | Giannis Politis      |
| 1985–1988 | Mantos Katsulis      |
| 1988–1993 | Panajotis Fasulas    |
| 1993–1996 | Bane Prelević        |
| 1996–1998 | Nikos Bunduris       |
| 1998–2000 | Jiorgos Balojanis    |
| 2000–2001 | Janis Janulis        |
| 2001–2002 | Claudio Coldebella   |
| 2002–2003 | Jiorgos Limniatis    |
| 2003–2006 | Kostas Wasiliadis    |
| 2006–2007 | Janis Kalambokis     |
| 2007–2008 | Dimitris Werjinis    |
| 2008–2009 | Kostas Wasiliadis    |
| 2009–2010 | Dimitris Kalaidzidis |
| 2010–2011 | Lazaros Papadopulos  |
| 2011–2012 | Michalis Janakidis   |
| 2012–2013 | Lazaros Papadopulos  |
| 2013–2015 | Kostas Charalambidis |
| 2015–2016 | Kostas Wasiliadis    |
| od 2016   | Wangelis Marjaritis  |